# Ничейная смерть
Ниче́йная смерть — возможный этап развития логической игры (обычно речь идёт о настольных играх, таких как шахматы, шашки, го и пр.), когда разработанность теории достигает уровня, позволяющего любому владеющему ей игроку, независимо от квалификации противника, свести партию в худшем случае к ничьей.
После наступления «ничейной смерти» игра, очевидно, становится бессмысленной, и к ней в значительной степени теряется интерес. Очевидно, что в любом соревновании большинство партий будет заканчиваться вничью, и игра потеряет свою основную функцию: сравнение возможностей игроков.
Наступление ничейной смерти в разные времена предсказывали для многих распространённых игр, в частности, для шахмат и шашек. Во избежание такого положения предлагались изменения правил, новые варианты игр. На практике, однако, эти игры продолжают существовать и в исходных вариантах.
Примером широко известной игры, находящейся в состоянии «ничейной смерти», поскольку для неё общеизвестен алгоритм сведения партии вничью для любой стороны, являются крестики-нолики на поле 3×3. Английские шашки просчитаны программой Chinook. На сайте проекта Chinook можно найти целый список настольных игр, которые к настоящему моменту полностью просчитаны (то есть либо найден алгоритм сведения игры вничью, либо доказан выигрыш одной из сторон при условии следования оптимальной стратегии).

## Классификация игр по ничейной полосе
- Игры с известной выигрышной стратегией (нулевая ничейная полоса): четыре в ряд, гомоку.
- Игры, в которых ничейная смерть наступила: крестики-нолики 3×3, английские шашки.

Дальнейшая классификация отражает лишь современное состояние игр, а не формальную возможность ничейной смерти в далёком будущем:
- Игры с широкой ничейной полосой (ничейная смерть угрожает): шахматы, шашки[какие?], сянци, рэндзю.
- Игры с узкой ничейной полосой (ничейная смерть пока не угрожает): го, сёги, столбовые шашки.